# Lipstick (danceact)
Lipstick was een Nederlandse happy-hardcore-act afkomstig uit Amsterdam. 
In het voorjaar van 1996 bracht Lipstick het nummer "Queen of the Rhythm" uit en werd Dancesmash op Radio 538. In de zomer van hetzelfde jaar kwam de opvolger "I'm a Raver", de enige Top 40 hit (nr4) en Alarmschijf van de band. In de herfst van 1996 bracht de formatie de single "Fly Away" uit, die de Top 40 niet wist te halen. Hetzelfde jaar kwam Lipsticks enige album uit op het label High Fashion Music.
De leden van Lipstick waren Daimy en Du Browski (beter bekend als Michael Pilarczyk), samen ook wel Daimy You Browski genoemd. Chega/Pergosa was bij de oprichting van Lipstick actief als composer. De zang werd verzorgd door Graziëlla Hunsel en T-Bear (Ed Skillz). De zangeres die in de videoclip "I'm a raver baby" is te zien is Germaine van der Helm. De eerste drie singles werden origineel ingezongen door Berget Lewis.
Hunsel deed in 2002-2003 mee aan Idols 1 en in 2014 aan The voice of Holland.